# 黒田憲司
黒田 憲司（くろだ けんじ）は、日本の国土交通官僚。国土交通省道路局次長や、復興庁統括官、建設業振興基金専務理事等を経て、日本下水道事業団理事長。

## 人物・経歴
広島県出身。1984年東京大学経済学部経済学科卒業、建設省入省。1997年静岡県企画部学術・大学課長。静岡県ゆめ未来局ゆめ未来総室長、国土交通省国土交通政策研究所総括主任研究官を経て、2001年住宅金融公庫総務部広報課長。
2003年国土交通省東北地方整備局建政部長。2005年都市再生機構経営企画部チームリーダー。2007年国土交通省大臣官房調査官。2009年農林水産省農村振興局整備部防災課長。2011年国土交通省道路局路政課長。2013年国土交通省道路局総務課長。
2014年国土交通省大臣官房審議官（道路局担当）。同年国土交通省道路局次長。2015年日本高速道路保有・債務返済機構理事長代理。2018年復興庁統括官。2019年国土交通省大臣官房付、退官。
同年建設業振興基金建設キャリアアップ・システム事業本部上席副本部長。同年建設業振興基金専務理事。2023年日本下水道事業団理事長、ケイアイスター不動産顧問。